# انگور دریایی
انگور دریایی (نام علمی: Coccoloba uvifera) نام یک گونه از سرده کوکولوبا است.

## نگارخانه

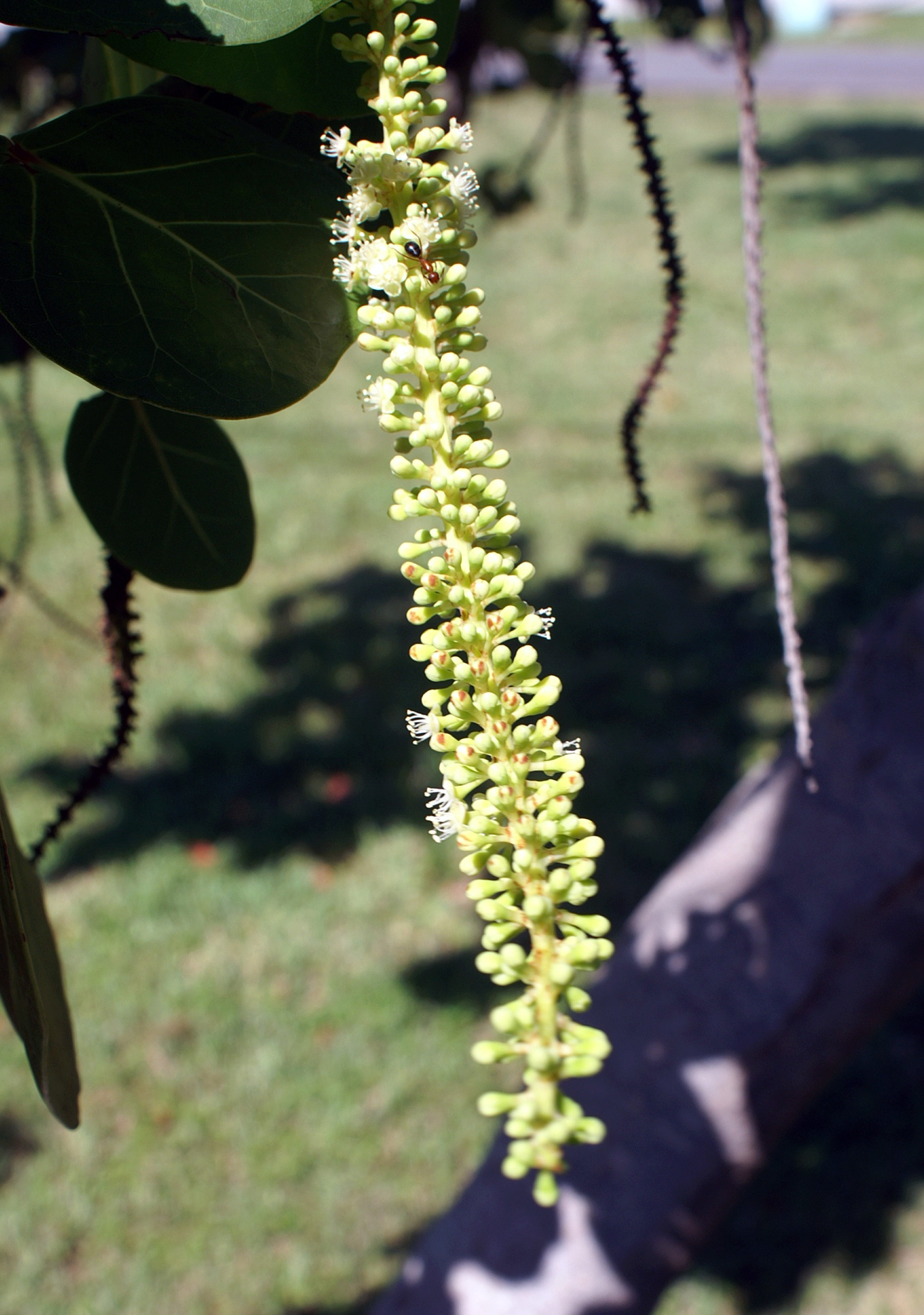
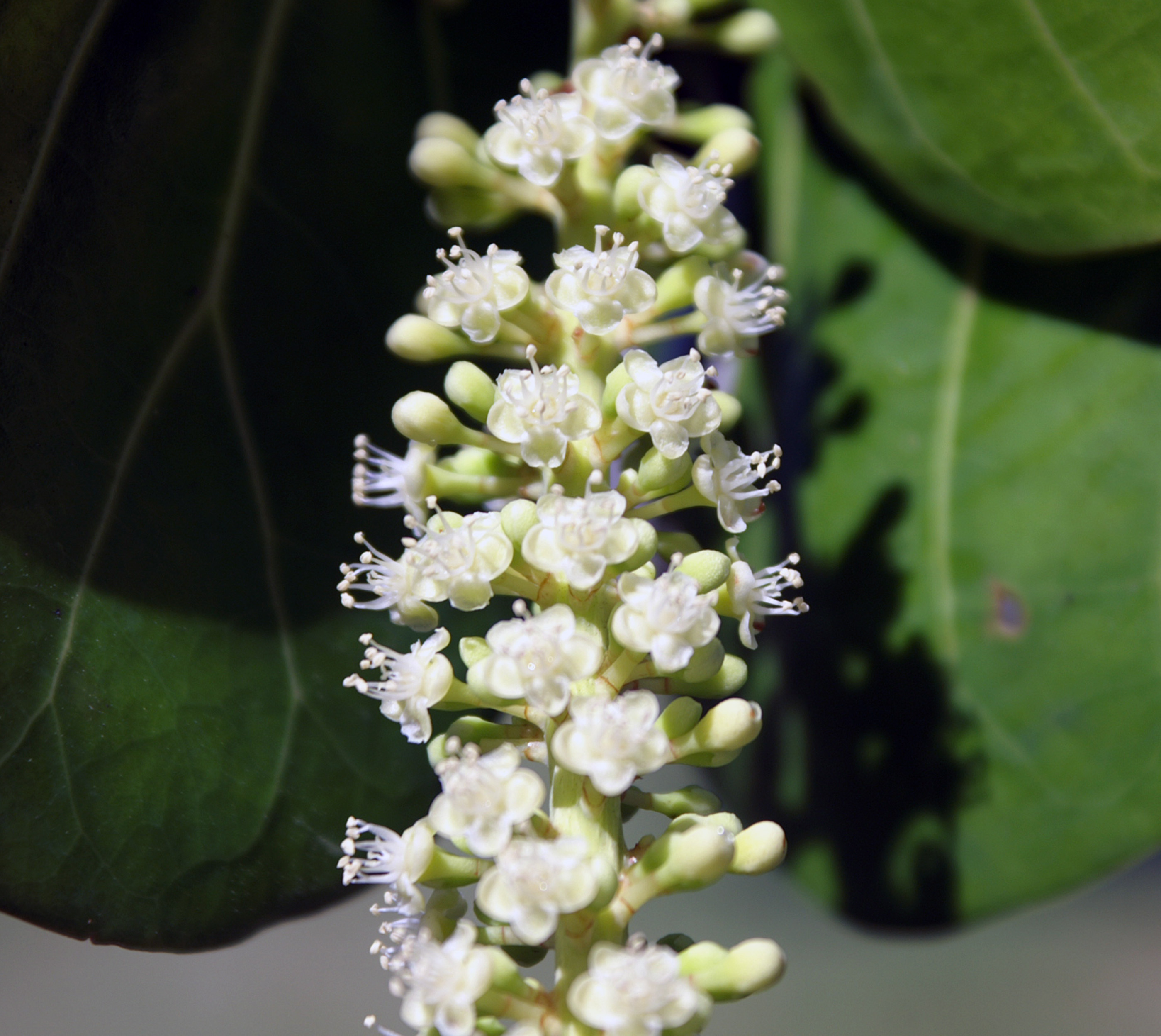
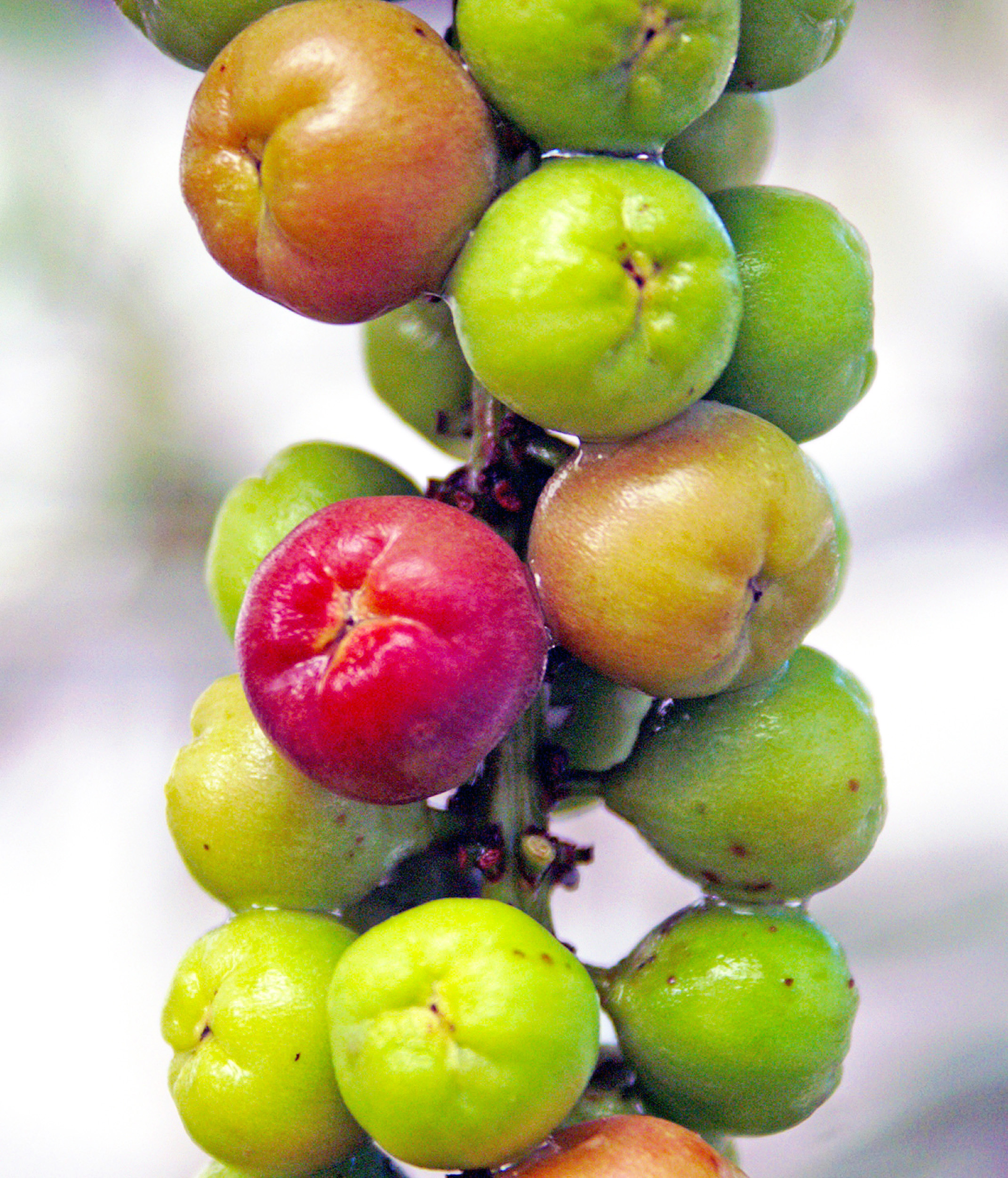
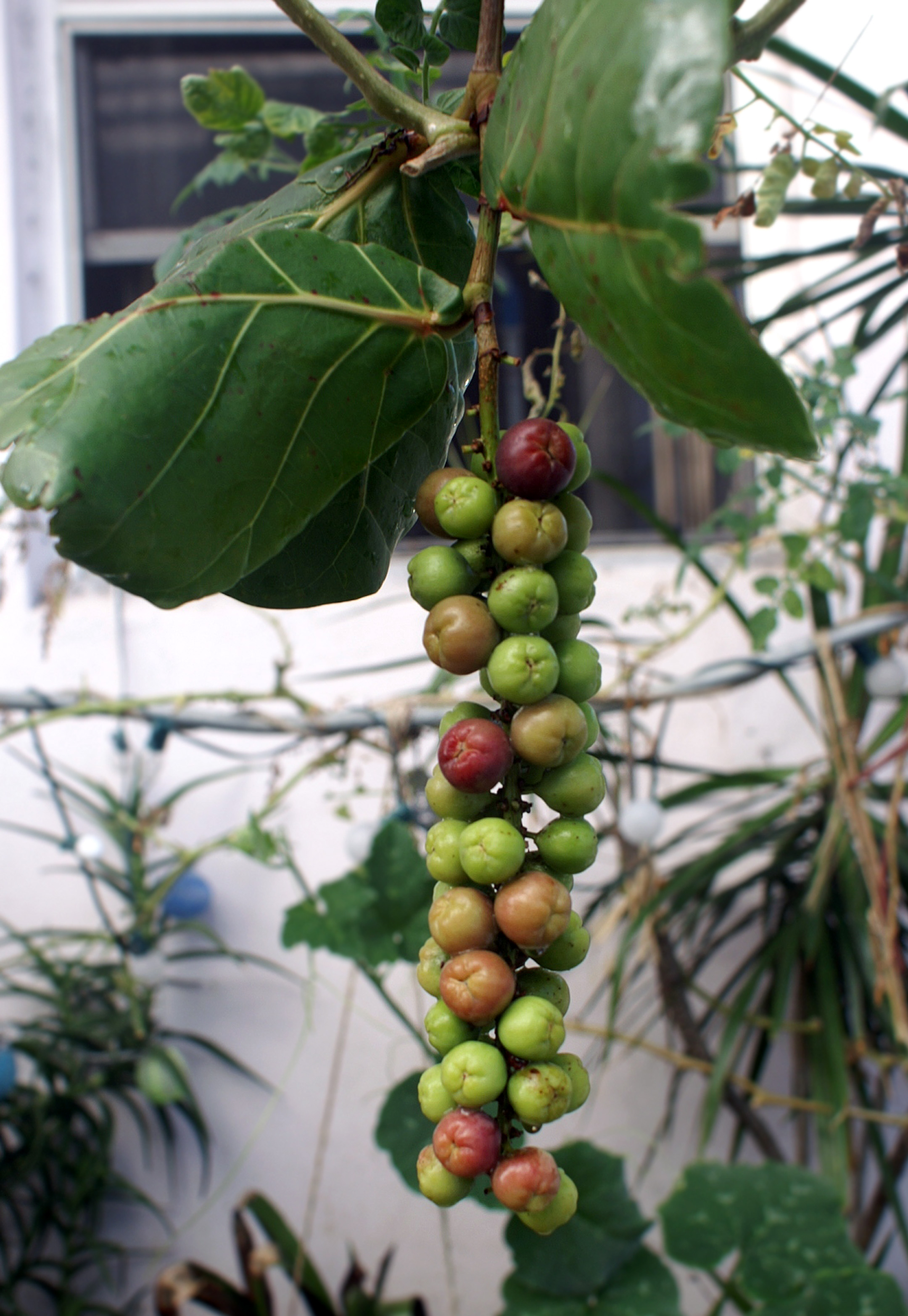
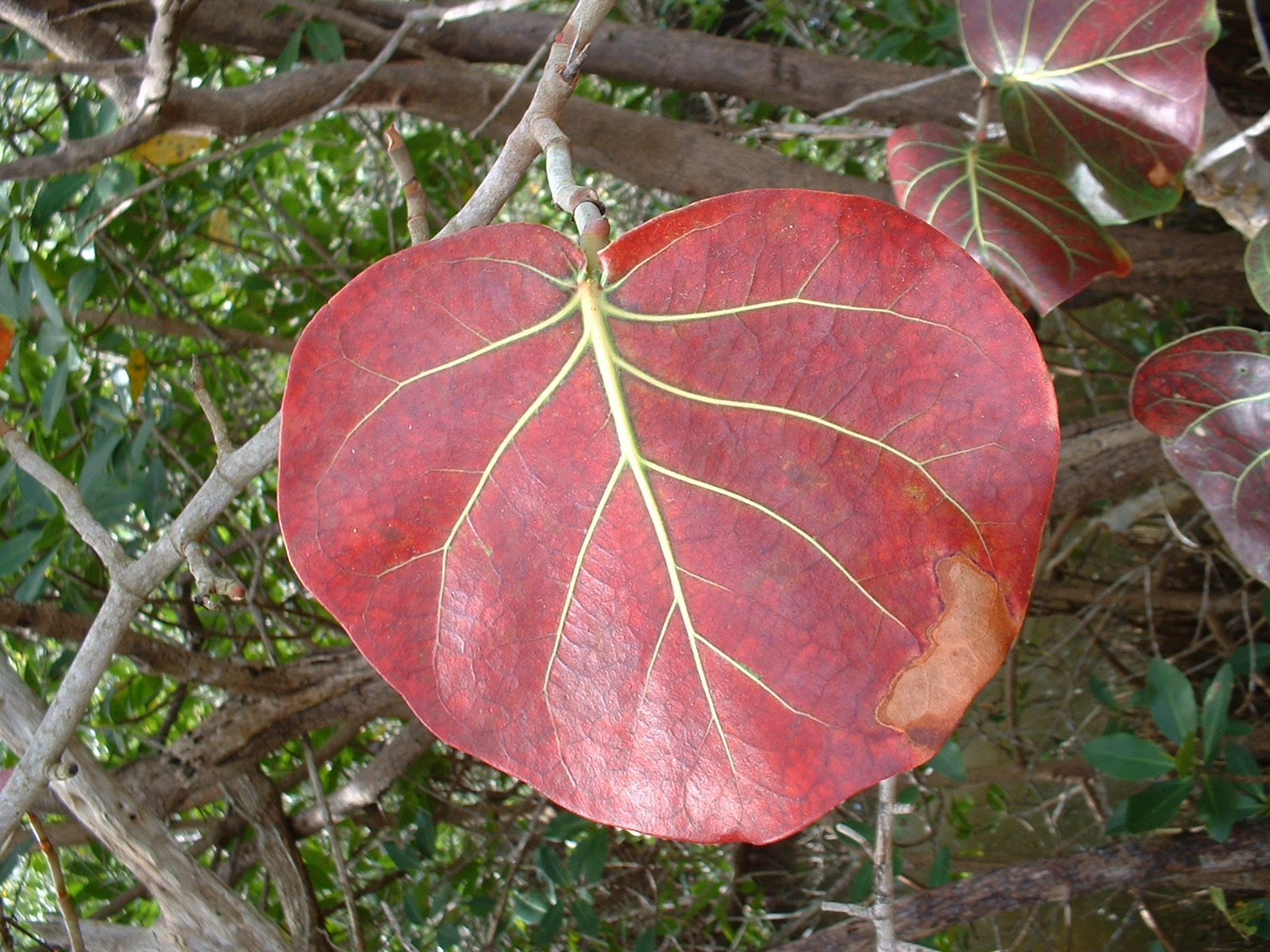
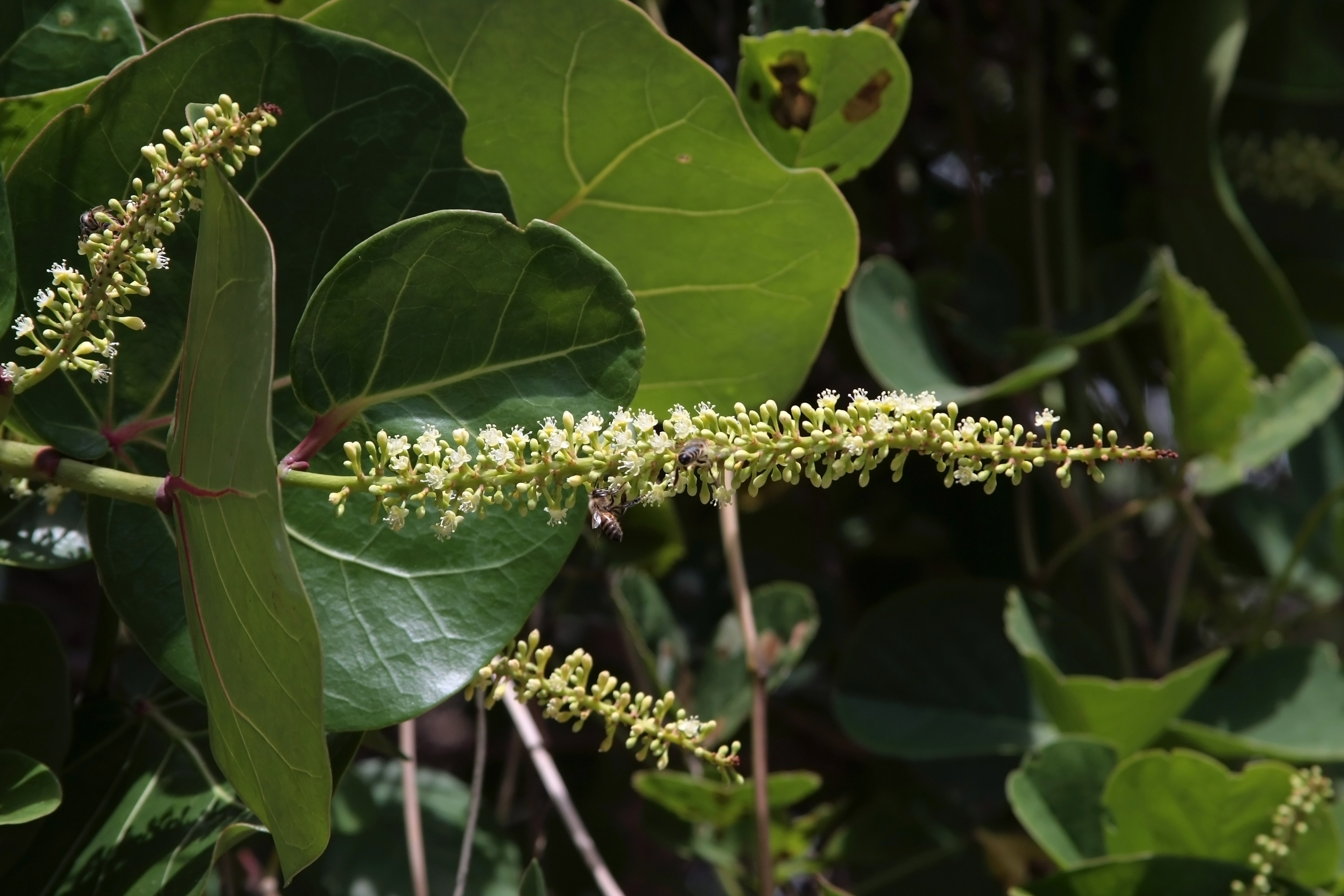
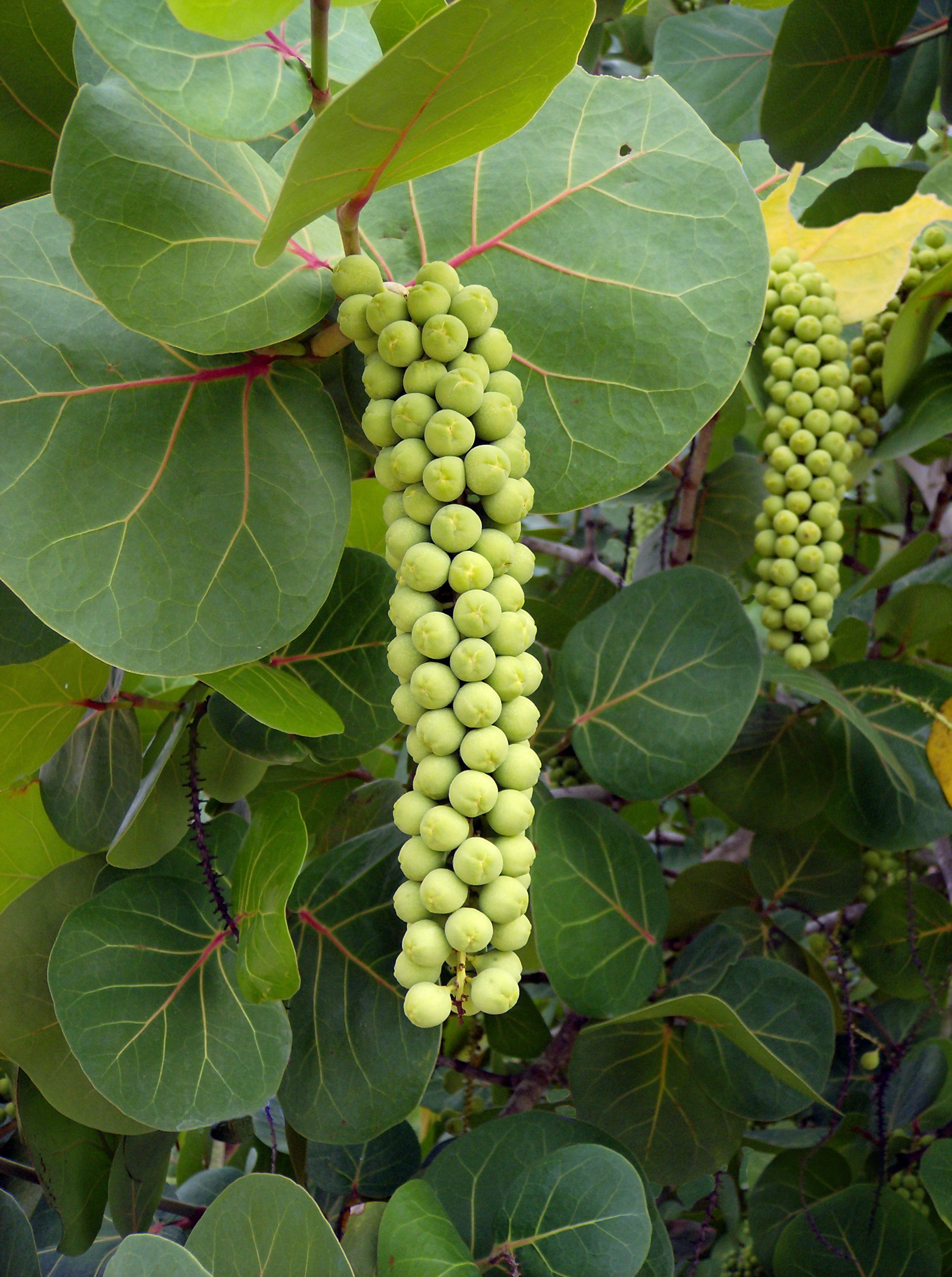
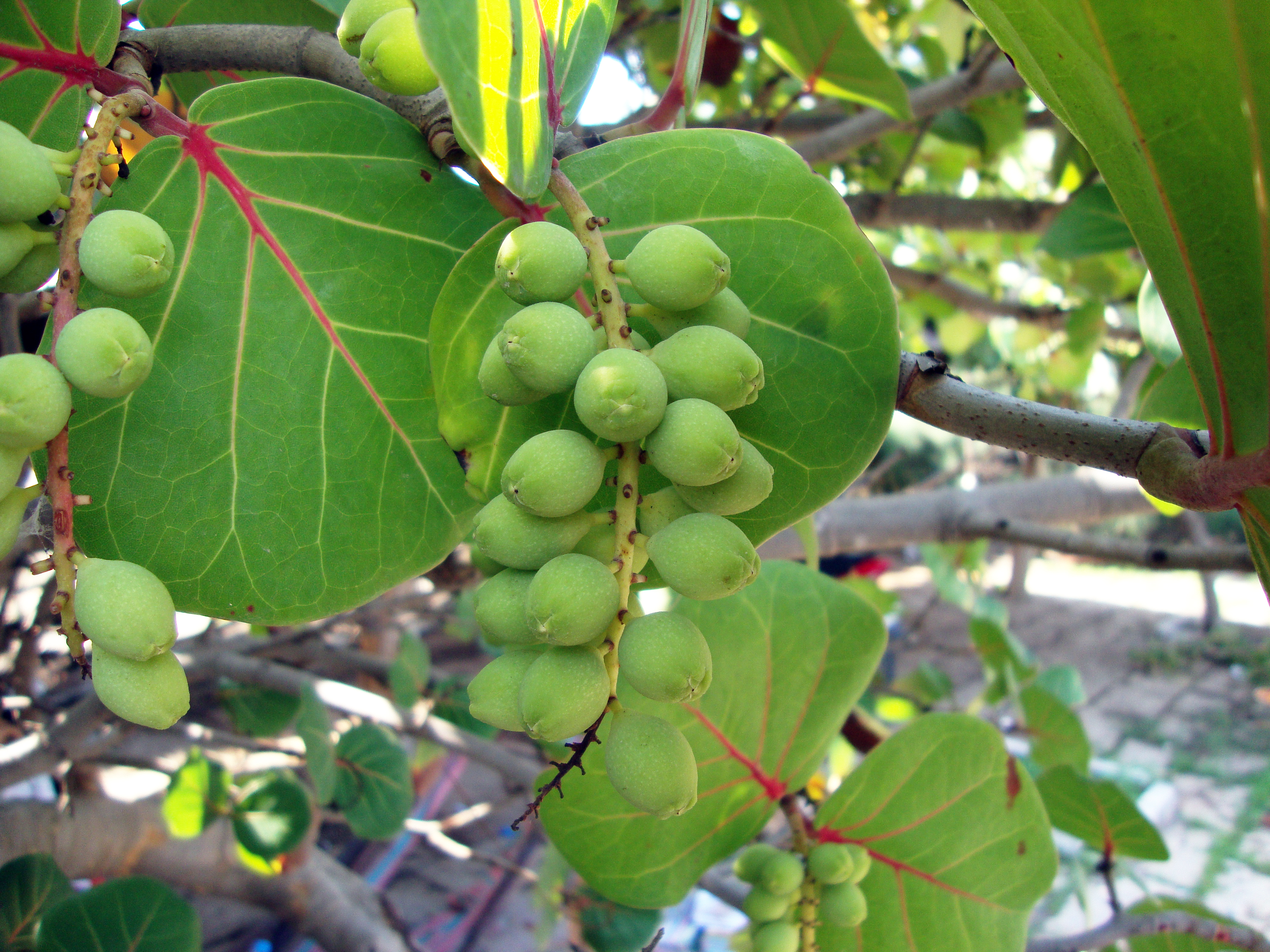
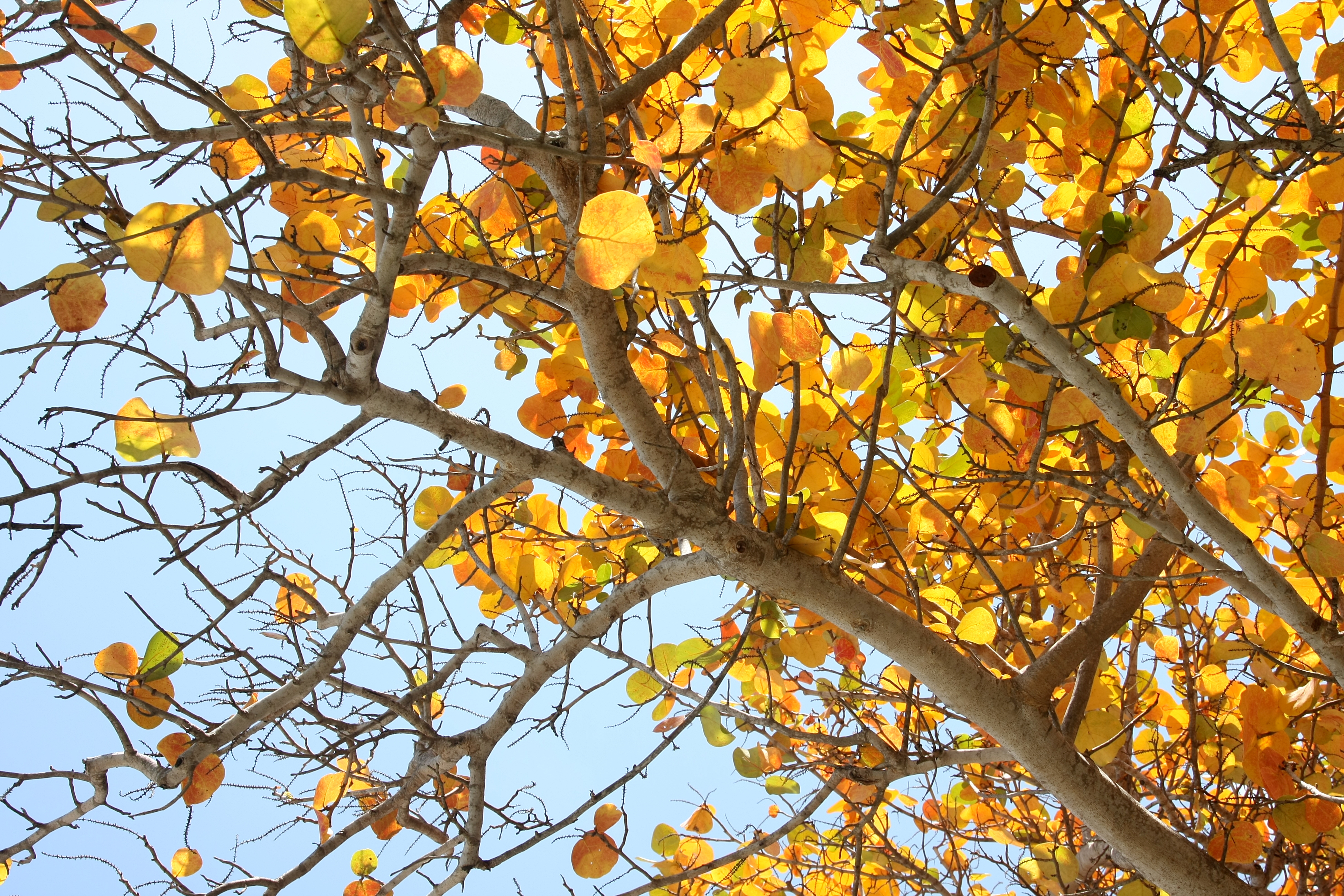
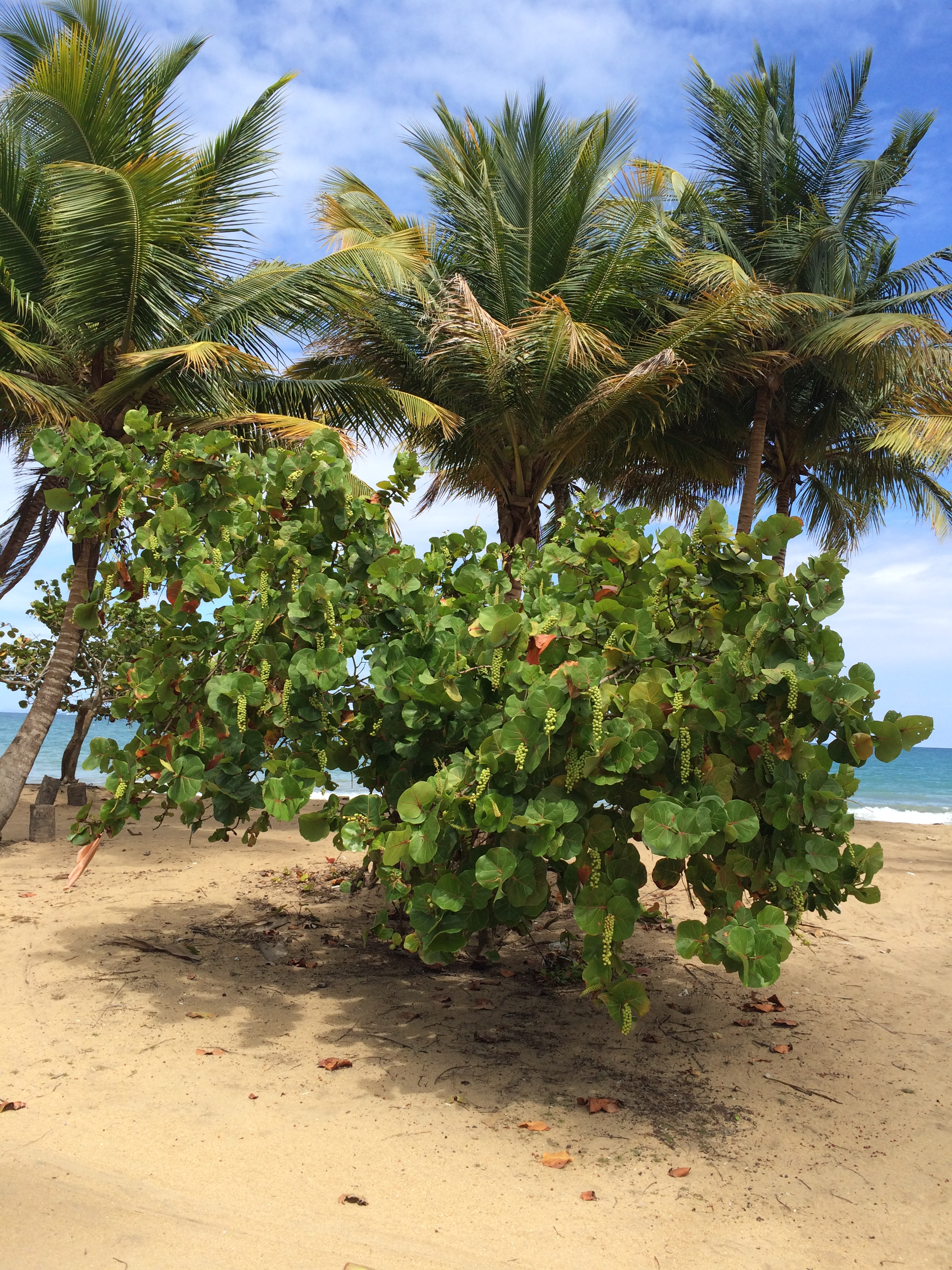
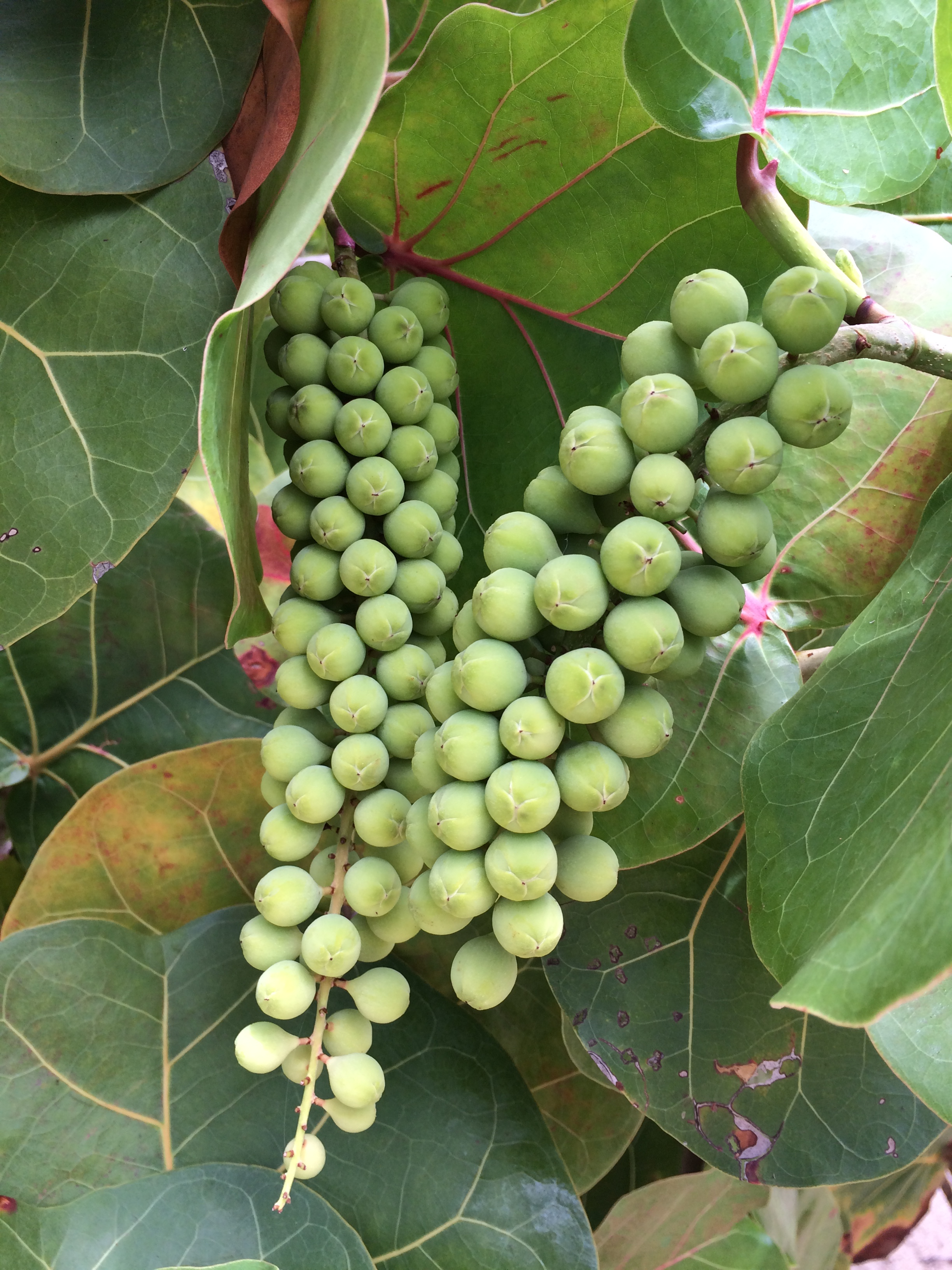